# 名和基長
名和 基長（なわ もとなが、生没年不詳）は、鎌倉時代から南北朝時代の武士。名和長年の次男。兄弟に義高、高光。子に顕長、光顕、泰興がいる。通称を孫三郎、左衛門尉。法名心阿。

## 生涯
元弘3年/正慶2年（1333年）、後醍醐天皇の隠岐国（現在の島根県隠岐島）脱出後、伯耆国（現在の鳥取県西部）の船上山に天皇を迎えて一族で挙兵。追討の幕府軍と戦い、塩冶高貞を破った。
後に高野山に入山して僧となったと言われる。